# 峰山高原ホテルRelaXia

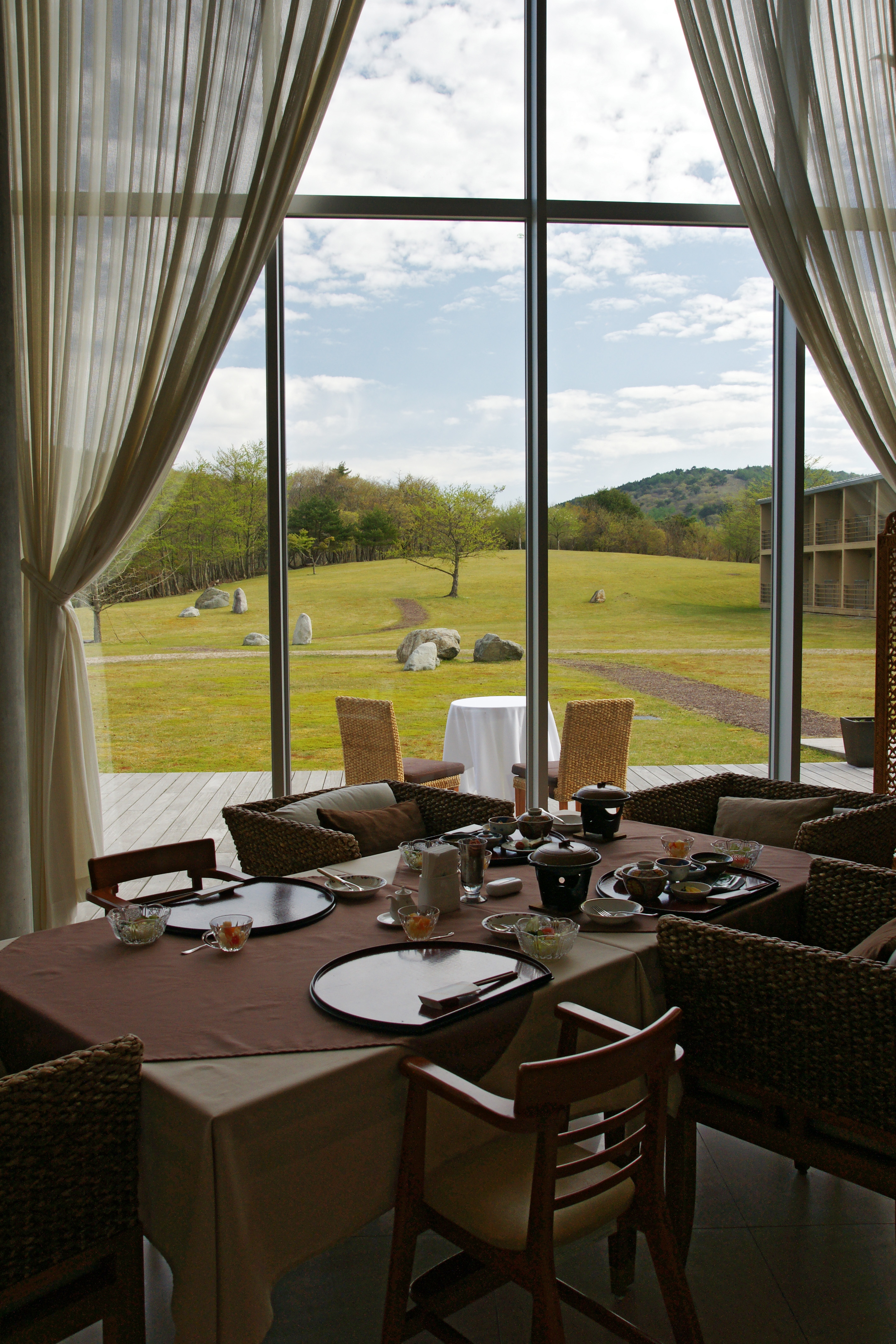
中庭に面するレストラン

峰山高原ホテルRelaXia（みねやまこうげんホテルリラクシア）は、峰山高原にあるリゾートホテル。

## 概要
兵庫県は播磨地方北端の標高800m-1000mの高原地帯大河内高原の西にある峰山高原のほぼ中央、かつて大規模保養施設「峰山高原かんぽ総合レクセンター」があった場所に、2005年に新築オープンした。
高原地帯で唯一の宿泊施設である。
2015年4月1日から株式会社マックアースの運営となった。
映画『ノルウェイの森』のロケ地にもなった。

## 交通アクセス
- JR播但線 寺前駅より送迎車またはタクシーで約25分
- 播但道神崎南ICより県道8号線を約30分
- JR播但線 寺前駅より神姫グリーンバス上小田線、峰山高原ゆきで約45分。神河町内均一運賃区域内なので大人片道200円。（４月～11月の土曜日・日曜日・祝日のみ運行、場合により運休日もあり。１日３往復。時刻・運行日等要確認）

## 施設
- 30室、定員120名
- 芝生庭園
- レストラン
- バーベキューテラス
- グラウンド
- テニスコート8面
- 大浴場
- 露天風呂
- サウナ
- パーキング

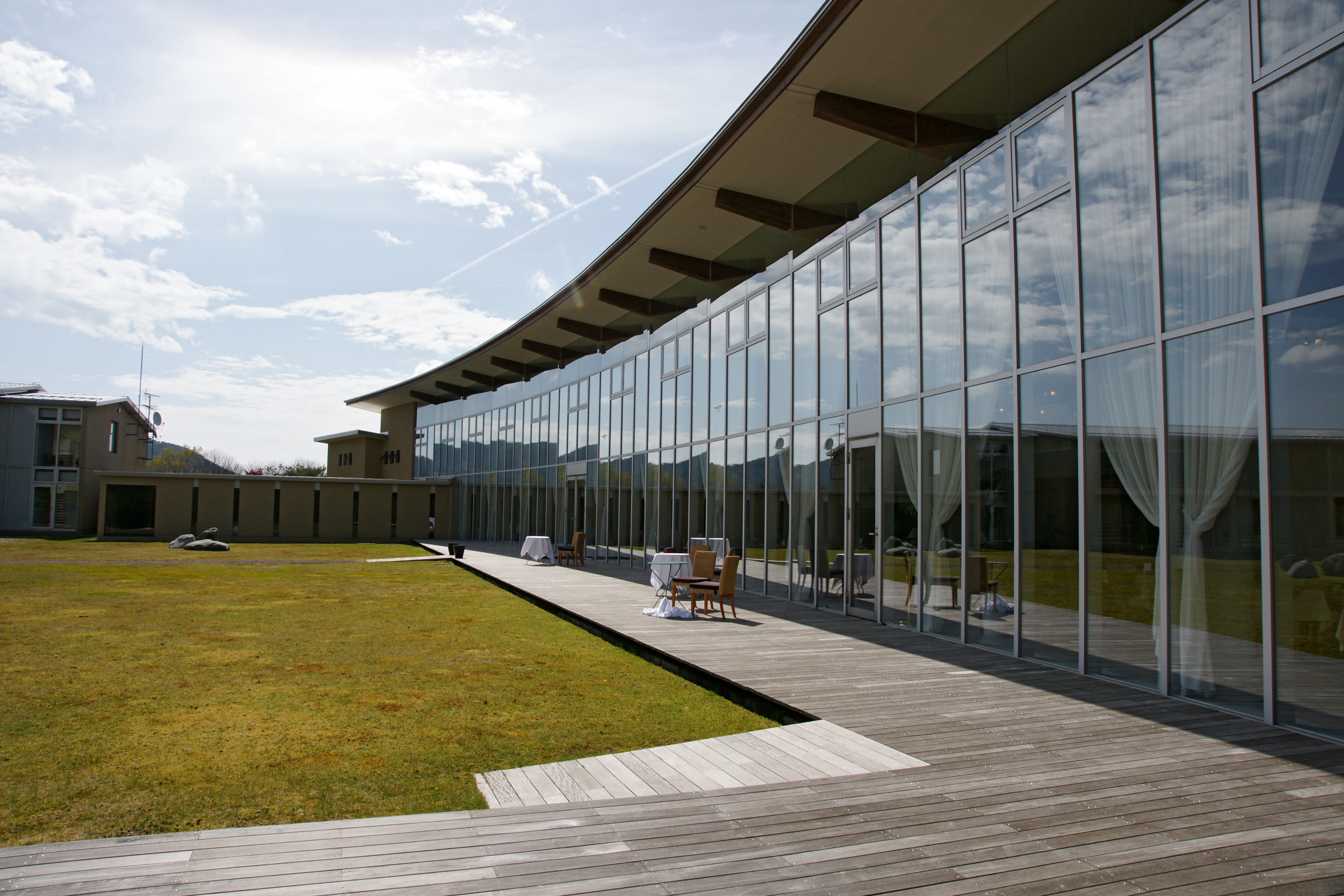
テラス
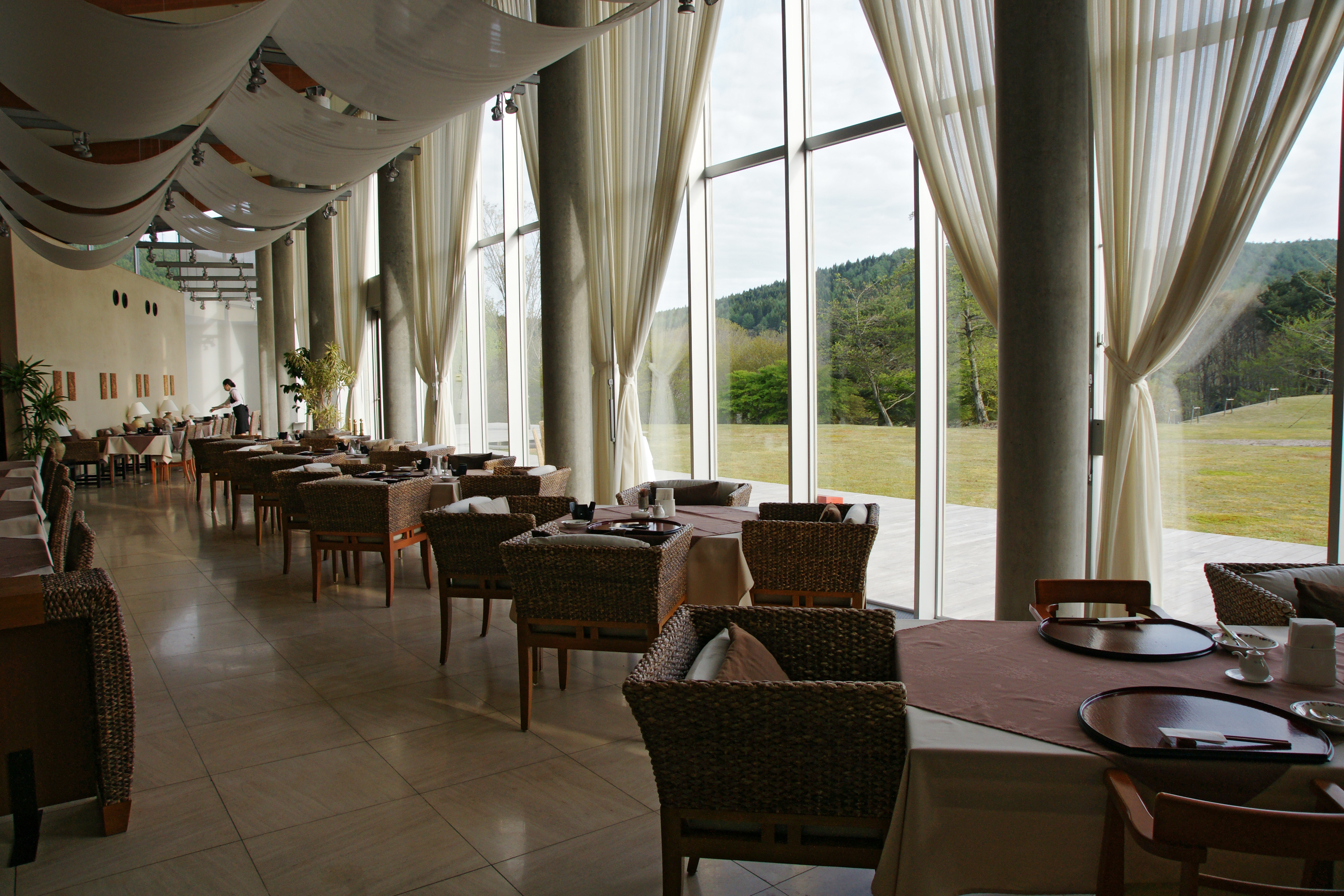
レストラン
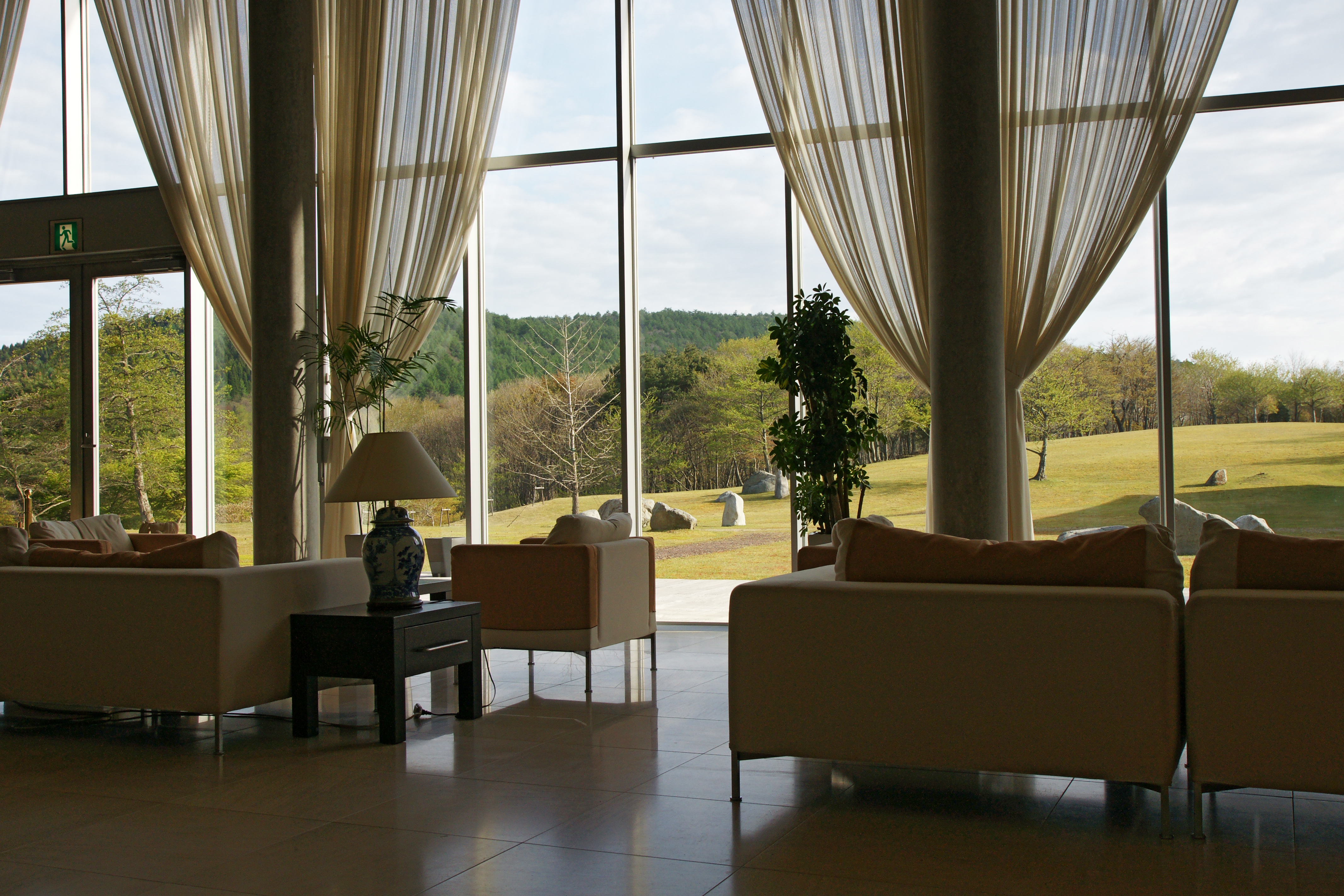
ロビー
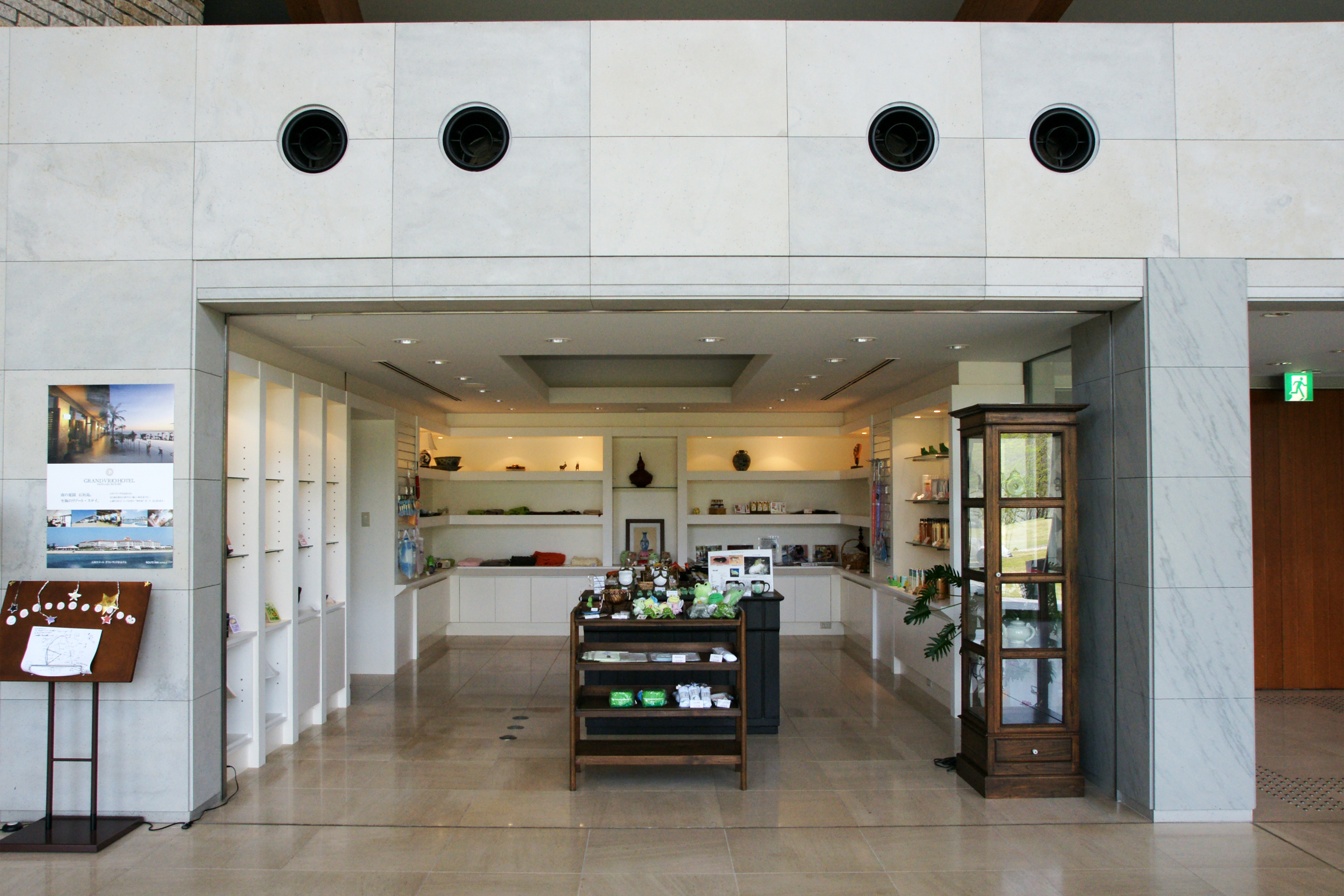
売店
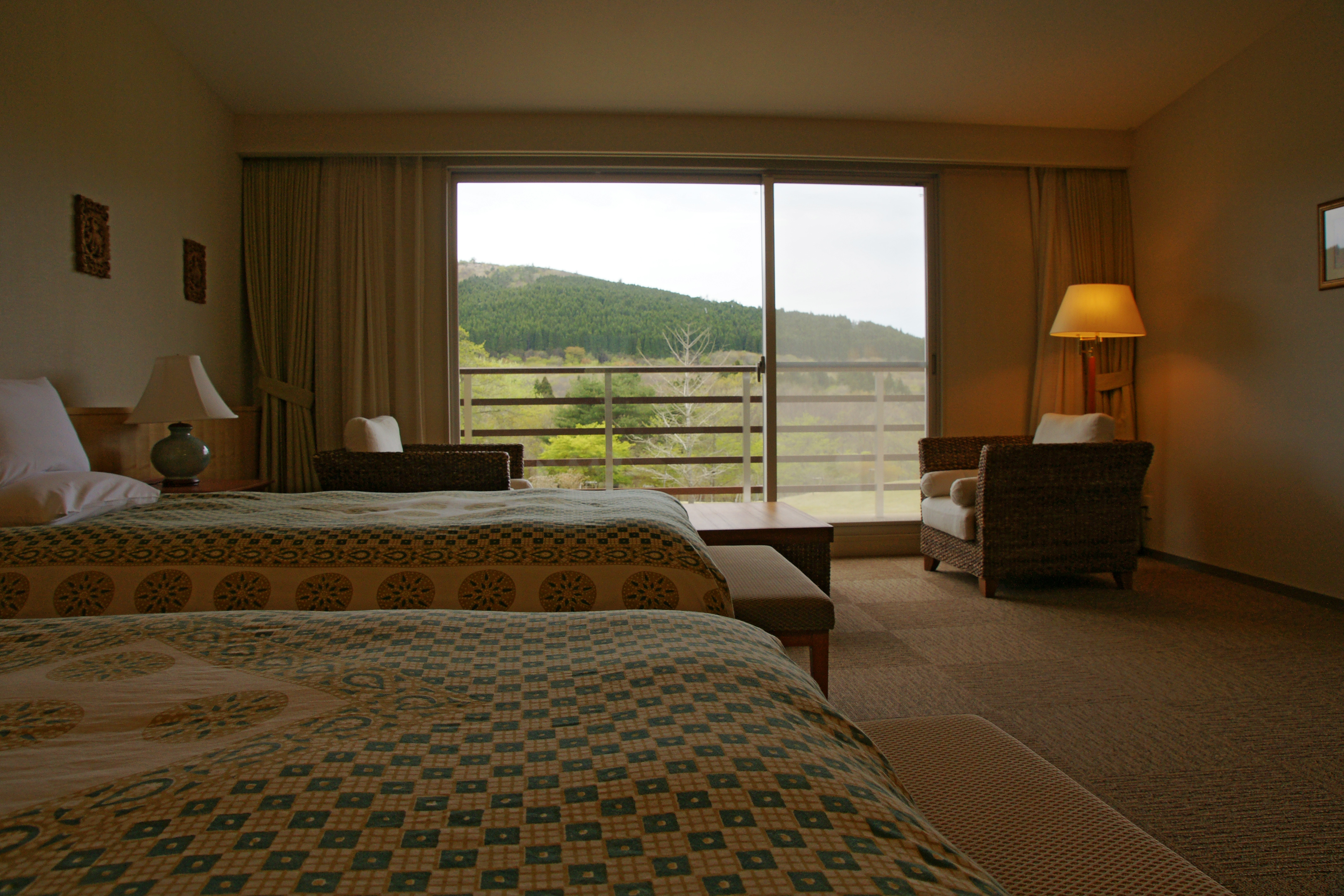
ゲストルーム
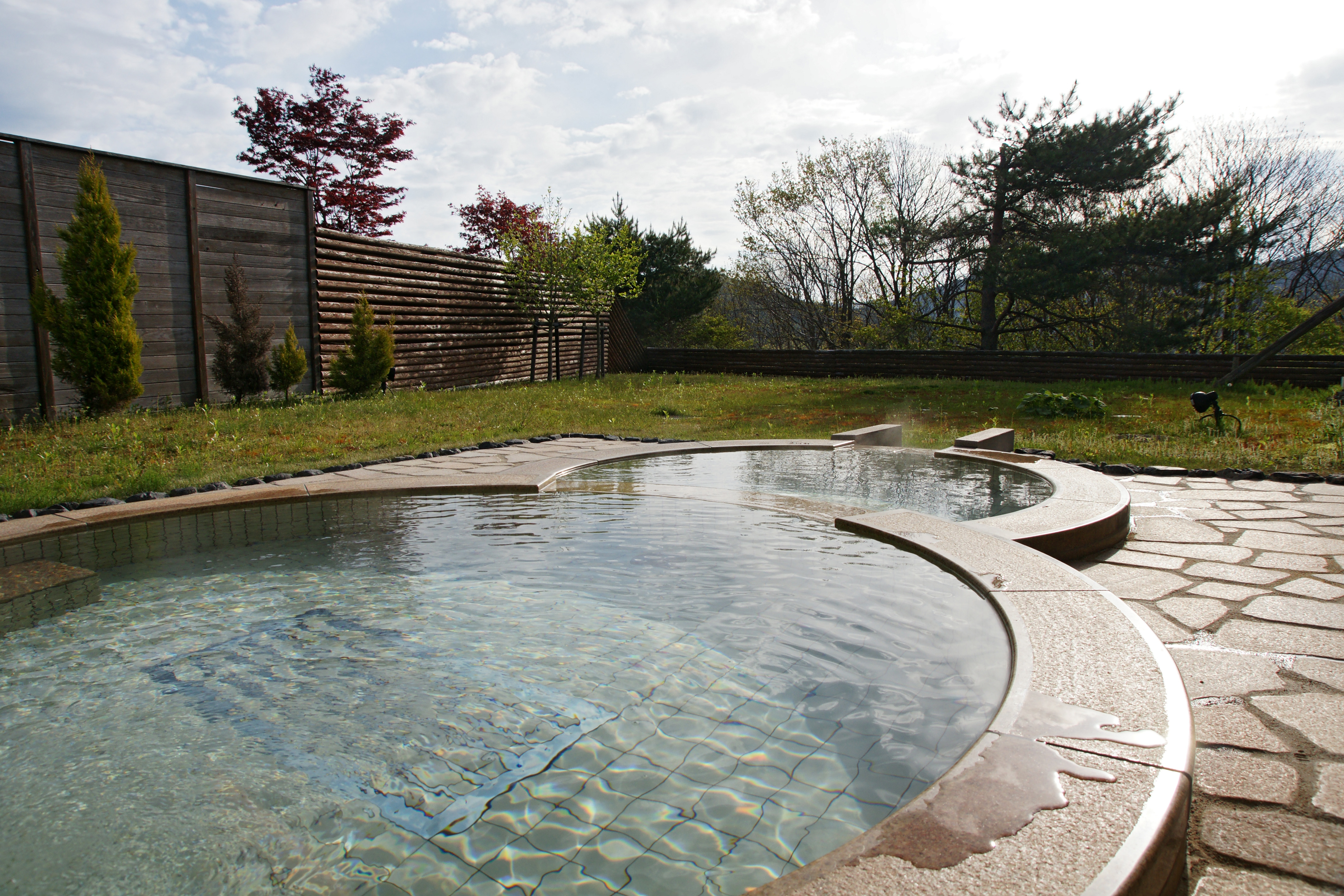
露天風呂
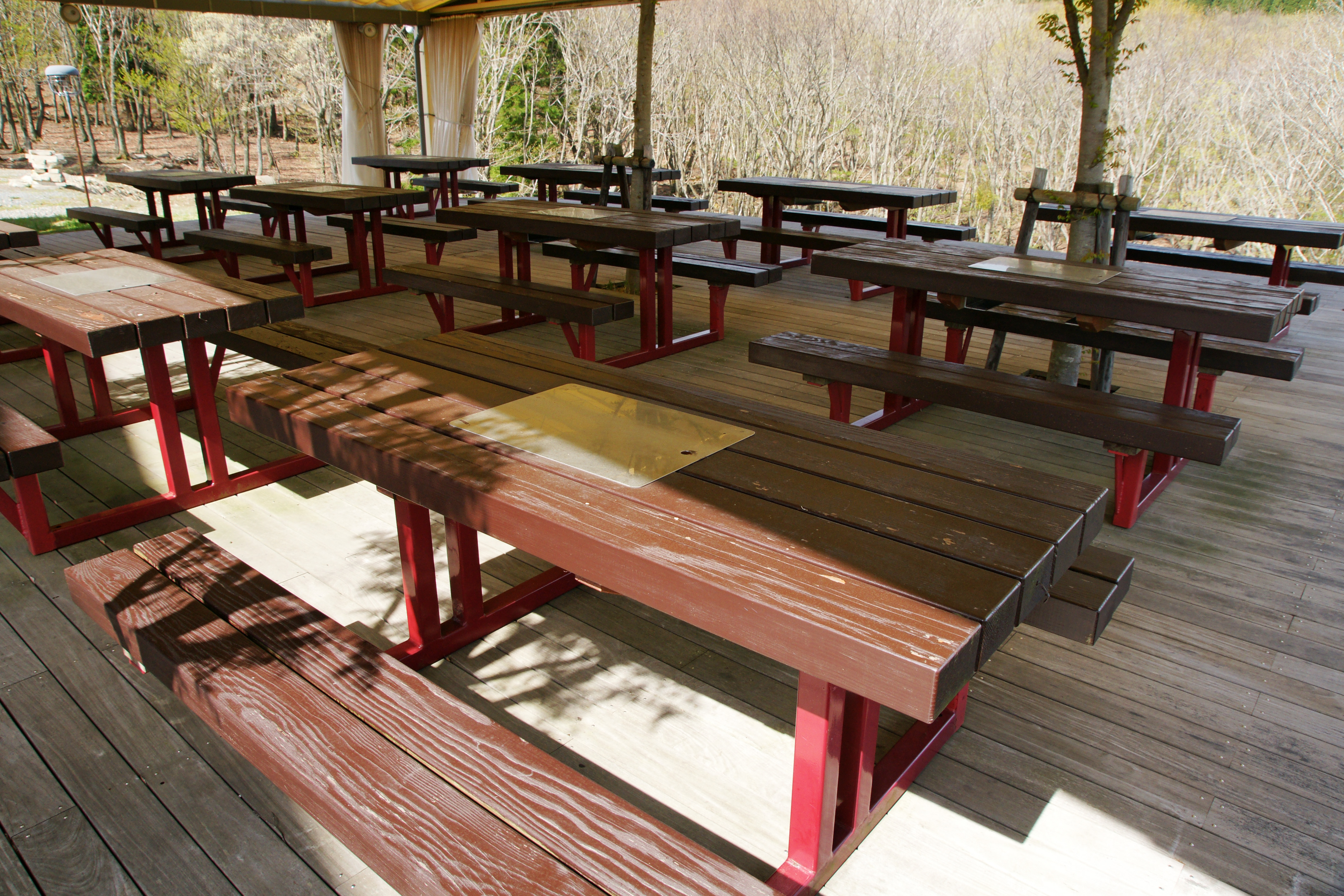
バーベキューテラス
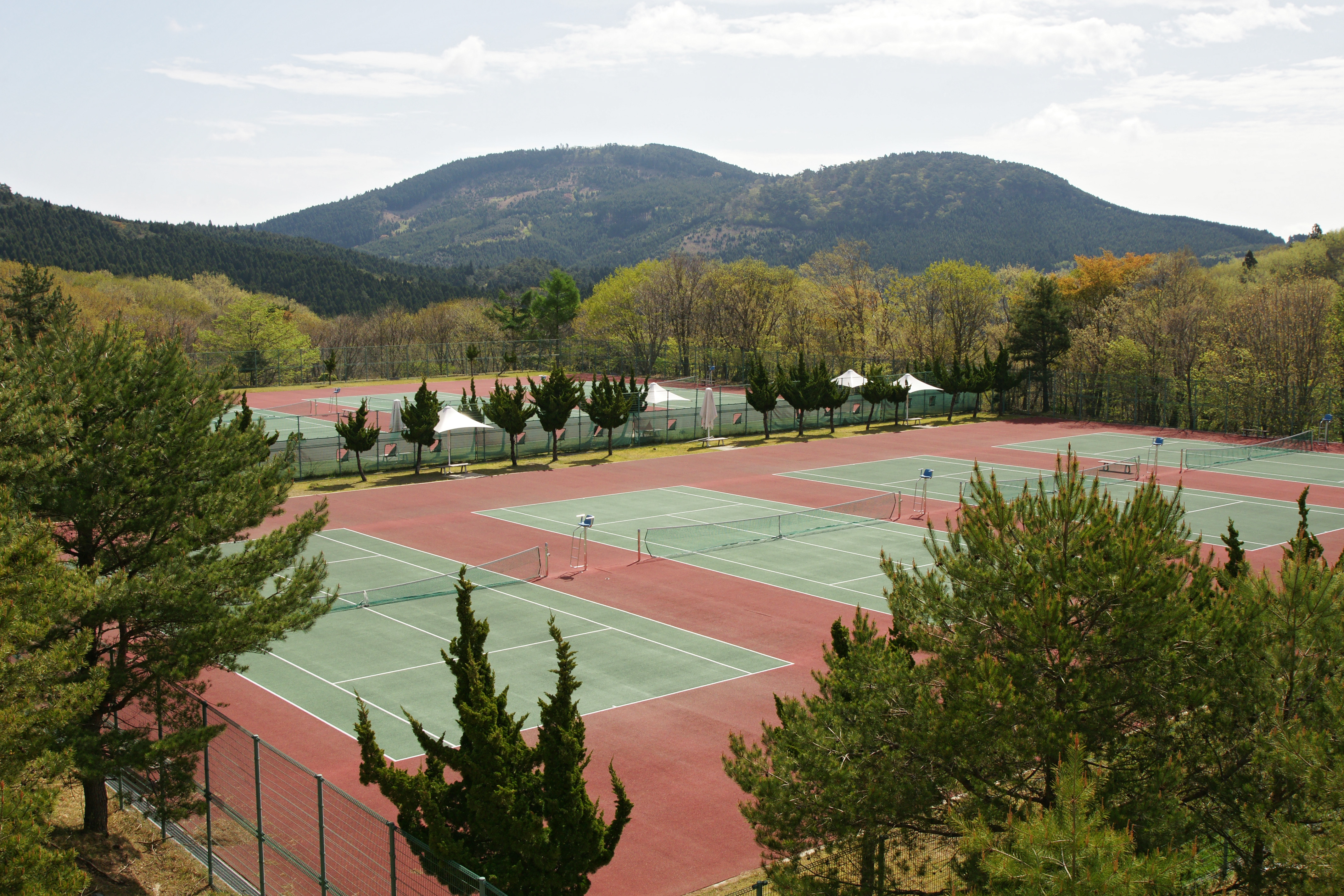
テニスコート8面

## ホテルを起点とする主なハイキングコース

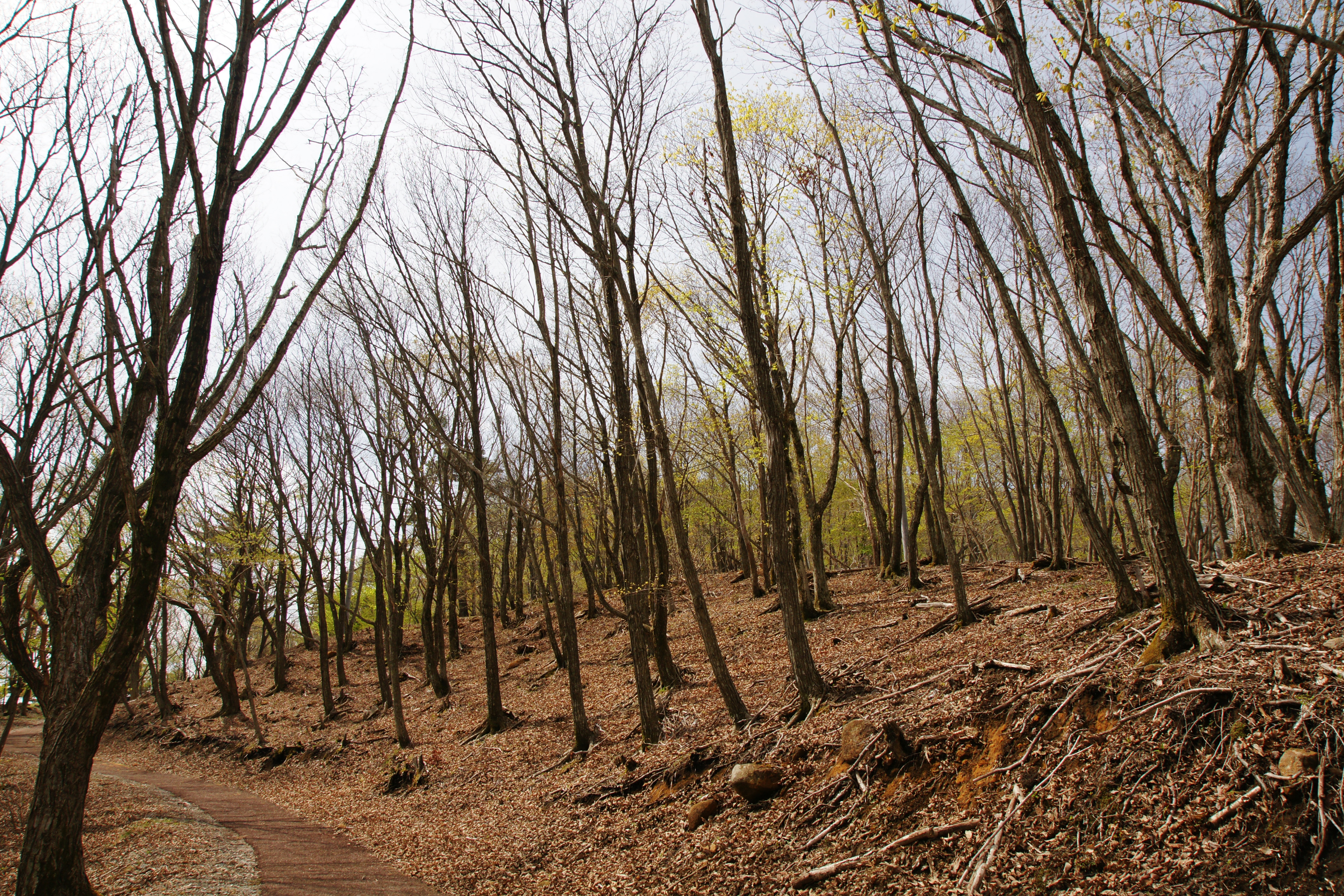
リラクシアの森

- 森林散策道「リラクシアの森」（総延長3.6km） - 岩塊流がみられる
- 砥峰高原とのみね自然交流館まで7km（片道120分）
- 太田池→大田滝まで7km（片道120分）
- 暁晴山まで2km（片道30分）
- 黒岩の滝まで3km（片道50分）